# Division 1B 2022/23
Die Division 1B 2022/23 war die 106. Spielzeit der zweithöchsten belgischen Spielklasse im Männerfußball. Es war die erste Spielzeit, an der vier U21-Mannschaften teilnehmen. Der offizielle Name der Liga lautet Challenger Pro League.

## Spielberechtigung in den U23-Mannschaften
Eine Spielberechtigung in den U23-Mannschaften besteht für Spieler des Jahrgangs 1999 (Torhüter Jahrgang 1997) und jünger. Abweichend darf jede Mannschaft einen älteren Spieler benennen.
Mindestens die Hälfte der Spieler im Kader müssen vor ihrem 21. Lebensjahr drei Jahre bei dem jeweiligen Verein ausgebildet worden sein, und zwei Drittel der Spieler des jeweiligen Spieltagskaders müssen bei einem belgischen Verein ausgebildet worden sein.
Zugleich sind die Spieler aus der U23-Mannschaft grundsätzlich auch in der ersten Mannschaft in der Division 1A spielberechtigt. Allerdings sind sie nach einem Spiel in der Division 1A, bei dem sie ab Spielbeginn oder bei einer späteren Einwechselung mindestens 45 Minuten lang spielten, für das nächste Spiel der U23-Mannschaft gesperrt. Ab dem 7. Spieltag der Division 1A gilt zudem, dass ein Spieler für die U23-Mannschaft nicht spielberechtigt ist, solange er bei 2/3 der bis zum jeweiligen Spieltag stattgefundenen Spiele ab Spielbeginn oder bei einer späteren Einwechselung mindestens 45 Minuten lang in der Division 1A gespielt hat.
Ohne Altersbegrenzung darf ein Spieler der ersten Mannschaft, der sechs aufeinander folgende Spiele in der Division 1A wegen ärztlich bestätigter Verletzung nicht spielen konnte, nach seiner Genesung bei zwei Spielen der U23-Mannschaft eingesetzt werden. Von dieser Regelung kann immer nur für einen Spieler gleichzeitig Gebrauch gemacht werden.

## Saisonablauf
Der Spielplan wurde am 22. Juni 2022 veröffentlicht. Der erste Spieltag fand am Wochenende vom 13./14. August 2022 statt. Während der Weltmeisterschaft in Katar ruhte der Spielbetrieb nicht. Der 18. Spieltag (=7. Spieltag der Rückrunde) fand am Wochenende vom 16. bis 18. Dezember 2022 statt. Danach folgte eine Winterpause. Der Spielbetrieb begann am Wochenende des 20. bis 22. Januars 2023 wieder. (Zuvor fand schon ein Nachholspiel statt.) Die Hauptrunde endete am Wochenende vom 10. bis 12. Februar 2023. Ein Nachholspiel fand noch am 19. Februar 2023 statt.
Am Wochenende vom 24. bis 26. Februar 2023 begannen die Aufstiegs-Play-off bzw. Abstiegs-Play-Downs. Die Saison endete am Wochenende vom 12. bis 13. Mai 2023.

## Teilnehmer
Für die Spielzeit 2022/23 haben sich folgende Vereine sportlich qualifiziert:
- die restlichen Vereine aus der Saison 2021/22:
  - Waasland-Beveren, ab 1. Juli 2022 unter SK Beveren antretend
  - KMSK Deinze
  - Lierse Kempenzonen
  - Lommel SK

- als Nachrücker für Royal Excel Mouscron, dem die Lizenz entzogen wurde
  - Royal Excelsior Virton (wäre sonst abgestiegen)

- der Verlierer der Relegationsspiele gegen den Siebzehnten der Division 1A 2021/22 RFC Seraing
  - RWD Molenbeek

- der Absteiger aus der Division 1A 2021/22
  - K Beerschot VA

- der Aufsteiger aus der 1. Division Amateure 2021/22
  - F.C.V. Dender E.H.

- die besten vier U23-Mannschaften (in der Reihenfolge ihrer Platzierung):[5]
  - KRC Genk U23
  - RSC Anderlecht U23
  - FC Brügge U23 (Club NXT)
  - Standard Lüttich U23

## Stadien
| Verein                 | Stadt/Gemeinde       | Stadion                            | Kapazität |
| ---------------------- | -------------------- | ---------------------------------- | --------- |
| K Beerschot VA         | Antwerpen            | Olympiastadion Antwerpen           | 12.771    |
| SK Beveren             | Beveren              | Freethielstadion                   | 13.290    |
| KMSK Deinze            | Deinze               | Bürgermeister-Van-de-Wiele-Stadion | 08.000    |
| F.C.V. Dender E.H.     | Denderleeuw          | Dender Football Complex            | 06.429    |
| Lierse Kempenzonen     | Lier                 | Herman-Vanderpoorten-Stadion       | 13.539    |
| Lommel SK              | Lommel               | Stadelijk Sportstadion             | 12.500    |
| RWD Molenbeek          | Molenbeek-Saint-Jean | Edmond-Machtens-Stadion            | 12.266    |
| Royal Excelsior Virton | Virton               | Stade Yvan Georges                 | 03.622    |
| RSC Anderlecht U23     | Anderlecht           | Lotto Park                         | 21.500    |
| RSC Anderlecht U23     | Brüssel              | König-Baudouin-Stadion             | 50.122    |
| FC Brügge U23          | Roeselare            | Schiervelde Stadion                | 08.340    |
| KRC Genk U23           | Genk                 | Cegeka Arena                       | 23.718    |
| Standard Lüttich U23   | Lüttich              | Maurice-Dufrasne-Stadion           | 30.023    |

## Modus
Bereits in der Generalversammlung der Vereine vom 14. Juni 2021 war beschlossen wurden, ab der Saison 2022/23 die Division 1B um die vier besten U23-Mannschaften aufzustockt.
Anfang März 2022 wurde der neue Modus vorgestellt:
Die 12 Vereine spielen zunächst in einer Doppelrunde die reguläre Saison aus. Die Abschlusstabelle dient als Grundlage für die Aufteilung der Vereine in die Play-off bzw. Play-down. Die sechs oberen Vereine spielen eine erneute Doppelrunde gegeneinander. Der Bestplatzierte nach der zweiten Doppelrunde steigt in die Division 1A auf. Falls dies eine U23-Mannschaft ist, steigt die nächstplatzierte Mannschaft auf.
Die sechs unteren Vereine spielen ebenso eine weitere Doppelrunde gegeneinander. Der Letztplatzierte nach dieser Doppelrunde steigt in die 1. Division Amateure ab. Dies kann auch eine U23-Mannschaft auf, unabhängig davon, ob aus der 1. Division Amateure eine U23-Mannschaft oder eine andere Mannschaft absteigt. Falls eine Mannschaft in die Division 1B absteigt, deren U23-Mannschaft dort spielt, steigt diese U23-Mannschaft in die 1. Division Amateure ab. Entsprechend kann die Zahl der U23-Mannschaften sich zur Saison 2023/24 ändern.
Punkte und Tore aus der regulären Saison werden in die Play-off und Play-down übernommen.
Nach der gültigen Beschlusslage sollen nach der Saison 2022/23 drei Mannschaften aus der Division 1A absteigen und nur eine aufsteigen. Über die entsprechende Auswirkung auf die Division 1B wurde noch kein Beschluss gefasst. Relegationsspiele sind nach der Saison 2022/23 nicht vorgesehen.
Im Gegensatz zu anderen Ligen, wie beispielsweise der Fußball-Bundesliga, sind die Spielpläne für die Hin- und Rückrunde nicht identisch (mit gedrehtem Heimrecht). Vielmehr wird für die Rückrunde ein völlig anderer Spielplan erstellt.
Ebenso gibt es eine Besonderheit bei der Berechnungsgrundlage der Tabellenplatzierung bei Punktgleichheit. Ähnlich wie in einigen anderen europäischen Ligen zählt in der Hauptrunde zuerst der direkte Vergleich der Siege und erst dann das Torverhältnisses.

## Hauptrunde

### Tabelle
| Pl.                                                | Verein                   | Sp. | S  | U | N  | Tore    | Diff. | Punkte | Anm. |
| -------------------------------------------------- | ------------------------ | --- | -- | - | -- | ------- | ----- | ------ | ---- |
| 1.                                                 | RWD Molenbeek            | 22  | 14 | 4 | 4  | 041:210 | +20   | 46     | PO ▲ |
| 2.                                                 | SK Beveren               | 22  | 12 | 7 | 3  | 052:250 | +27   | 43     | PO ▲ |
| 3.                                                 | K Beerschot VA (A)       | 22  | 12 | 2 | 8  | 033:280 | +5    | 38     | PO ▲ |
| 4.                                                 | Lierse Kempenzonen       | 22  | 11 | 3 | 8  | 042:420 | ±0    | 36     | PO ▲ |
| 5.                                                 | FC Brügge U23 (U)        | 22  | 10 | 6 | 6  | 038:300 | +8    | 36     | PO ▲ |
| 6.                                                 | RSC Anderlecht U23 (U)   | 22  | 9  | 7 | 6  | 042:350 | +7    | 34     | PO ▲ |
| 7.                                                 | Lommel SK                | 22  | 10 | 2 | 10 | 033:360 | −3    | 32     | PO ▼ |
| 8.                                                 | KMSK Deinze              | 22  | 9  | 3 | 10 | 029:330 | −4    | 30     | PO ▼ |
| 9.                                                 | KRC Genk U23 (U)         | 22  | 5  | 5 | 12 | 028:400 | −12   | 20     | PO ▼ |
| 10.                                                | F.C.V. Dender E.H. (N)   | 22  | 5  | 4 | 13 | 027:400 | −13   | 19     | PO ▼ |
| 11.                                                | Standard Lüttich U23 (U) | 22  | 4  | 7 | 11 | 025:430 | −18   | 19     | PO ▼ |
| 12.                                                | Royal Excelsior Virton   | 22  | 2  | 8 | 12 | 021:380 | −17   | 14     | PO ▼ |
| Stand: 19. Februar 2023 (Abschluss der Hauptrunde) |                          |     |    |   |    |         |       |        |      |

Platzierungskriterien: 1. Punkte – 2. Siege – 3. Tordifferenz – 4. geschossene Tore

| aus der Saison 2021/22 |                                                        |
| (A)                    | Absteiger aus der Division 1A 2021/22                  |
| (N)                    | Aufsteiger aus der 1. Division Amateure 2021/22        |
| (U)                    | neu in die Division 1B eingegliederte U23-Mannschaften |

### Kreuztabelle
| Stand: 19. Februar 2023 (Abschluss der Hauptrunde) | RWD Molenbeek | SK Beveren | KMSK Deinze |     | LOM | VIR | BEE | F.C.V. Dender E.H. | U23 | AND U23 | BRÜ U23 | U23   |
| -------------------------------------------------- | ------------- | ---------- | ----------- | --- | --- | --- | --- | ------------------ | --- | ------- | ------- | ----- |
| RWD Molenbeek                                      |               | 3:1        | 2:1         | 3:0 | 5:0 | 3:1 | 2:0 | 1:0                | 1:1 | 2:2     | 0:2     | 3:1   |
| SK Beveren                                         | 1:1           |            | 2:1         | 5:0 | 2:3 | 2:2 | 2:0 | 5:2                | 3:0 | 4:1     | 1:0     | 2:1   |
| KMSK Deinze                                        | 1:2           | 1:4        |             | 2:1 | 3:0 | 1:1 | 3:2 | 0:2                | 3:2 | 2:3     | 2:1     | 4:1   |
| Lierse Kempenzonen                                 | 1:2           | 1:5        | 4:1         |     | 3:1 | 2:2 | 1:0 | 2:1                | 4:2 | 2:3     | 3:1     | 2:0   |
| Lommel SK                                          | 2:1           | 0:2        | 1:0         | 0:2 |     | 3:1 | 1:3 | 1:1                | 2:1 | 0:2     | 3:4     | 0:1   |
| Royal Excelsior Virton                             | 1:1           | 0:0        | 0:1         | 0:0 | 0:1 |     | 1:2 | 1:1                | 0:1 | 1:3     | 3:3     | 0:2   |
| K Beerschot VA                                     | 0:1           | 1:0        | 2:0         | 2:3 | 0:2 | 3:0 |     | 1:1                | 3:2 | 1:2     | 1:0     | 1:0   |
| F.C.V. Dender E.H.                                 | 0:1           | 0:3        | 0:1         | 2:3 | 1:4 | 3:4 | 2:3 |                    | 0:1 | :       | 3:2     | 0:1   |
| KRC Genk U23                                       | 2:0           | 2:2        | 0:0         | 4:1 | 0:3 | 0:1 | 1:2 | 0:2                |     | 3:2     | 1:2     | 2:2 a |
| RSC Anderlecht U23                                 | 1:2           | 2:2        | 0:0         | 3:3 | 2:2 | 3:1 | 1:  | 0:2                | 2:  |         | 1:1     | 3:0   |
| FC Brügge U23                                      | :             | 2:2        | 2:0         | 1:0 | 2:1 | 1:0 | 1:2 | 4:1                | 3:1 | 2:2     |         | 2:2   |
| Standard Lüttich U23                               | 1:4           | 2:2        | 1:2         | 2:4 | 0:3 | 2:1 | 2:2 | 1:1                | 2:2 | 1:3     | 0:0     |       |

Spielverlegungen
- KMSK Deinze – K Beerschot VA: witterungsbedingt vom 17. Dezember 2022 auf den 15. Januar 2023[9]
- F.C.V. Dender E.H. – KRC Genk U23: witterungsbedingt vom 16. Dezember 2022 auf den 24. Januar 2023[10]
- KRC Genk U 23 – Standard Lüttich U23: witterungsbedingt vom 20. Januar 2023 auf den 19. Februar 2023[11]

## Aufstiegsrunde (Promotion Play-off)

### Tabelle
| Pl.                 | Verein                 | Sp. | S  | U  | N  | Tore    | Diff. | Punkte | Anm. |
| ------------------- | ---------------------- | --- | -- | -- | -- | ------- | ----- | ------ | ---- |
| 1.                  | RWD Molenbeek          | 32  | 21 | 6  | 5  | 065:290 | +36   | 69     | ▲    |
| 2.                  | SK Beveren             | 32  | 20 | 8  | 4  | 076:340 | +42   | 68     |      |
| 3.                  | K Beerschot VA (A)     | 32  | 15 | 4  | 13 | 043:410 | +2    | 49     |      |
| 4.                  | FC Brügge U23 (U)      | 32  | 14 | 7  | 11 | 051:480 | +3    | 49     |      |
| 5.                  | Lierse Kempenzonen     | 32  | 14 | 4  | 14 | 053:590 | −6    | 46     |      |
| 6.                  | RSC Anderlecht U23 (U) | 32  | 9  | 10 | 13 | 047:570 | −10   | 37     |      |
| Stand: 13. Mai 2023 |                        |     |    |    |    |         |       |        |      |

Platzierungskriterien: 1. Punkte – 2. Siege – 3. Tordifferenz – 4. geschossene Tore

| aus der Saison 2021/22 |                                                        |
| (A)                    | Absteiger aus der Division 1A 2021/22                  |
| (U)                    | neu in die Division 1B eingegliederte U23-Mannschaften |

### Kreuztabelle
| Stand: 13. Mai 2023 | RWD Molenbeek | SK Beveren | BEE |     | BRÜ U23 | AND U23 |
| RWD Molenbeek       |               | 1:1        | 4:0 | 3:1 | :       | 1:0     |
| SK Beveren          | :             |            | 3:0 | 2:0 | 4:1     | 4:1     |
| K Beerschot VA      | 1:1           | 0:1        |     | 1:2 | 4:0     | 0:0     |
| Lierse Kempenzonen  | 0:3           | 2:3        | 0:1 |     | 1:2     | 2:0     |
| FC Brügge U23       | 1:3           | 3:0        | 2:1 | 0:1 |         | 0:0     |
| RSC Anderlecht U23  | 0:4           | 0:4        | 0:2 | 2:2 | :       |         |

## Abstiegsrunde (Relegation Play-down)

### Tabelle
| Pl.                 | Verein                     | Sp. | S  | U  | N  | Tore    | Diff. | Punkte | Anm. |
| ------------------- | -------------------------- | --- | -- | -- | -- | ------- | ----- | ------ | ---- |
| 1.                  | Lommel SK                  | 32  | 16 | 3  | 13 | 053:460 | +7    | 51     |      |
| 2.                  | KMSK Deinze                | 32  | 15 | 4  | 13 | 049:470 | +2    | 49     |      |
| 3.                  | F.C.V. Dender E.H. (N)     | 32  | 11 | 6  | 15 | 041:470 | −6    | 39     |      |
| 4.                  | Standard Lüttich U23 (U) a | 32  | 5  | 12 | 15 | 031:600 | −29   | 26     |      |
| 5.                  | KRC Genk U23 (U) a         | 32  | 6  | 8  | 18 | 036:580 | −22   | 25     |      |
| 6.                  | Royal Excelsior Virton     | 32  | 5  | 10 | 17 | 032:510 | −19   | 25     | ▼    |
| Stand: 12. Mai 2023 |                            |     |    |    |    |         |       |        |      |

Platzierungskriterien: 1. Punkte – 2. Siege – 3. Tordifferenz – 4. geschossene Tore

| aus der Saison 2021/22 |                                                        |
| (N)                    | Aufsteiger aus der 1. Division Amateure 2023/24        |
| (U)                    | neu in die Division 1B eingegliederte U23-Mannschaften |

### Kreuztabelle
| Stand: 12. Mai 2023    | LOM | KMSK Deinze | U23 | F.C.V. Dender E.H. | U23 | VIR |
| Lommel SK              |     | 4:1         | 2:0 | 1:0                | 6:1 | 1:2 |
| KMSK Deinze            | 1:1 |             | 1:3 | 3:2                | 5:0 | 3:1 |
| KRC Genk U23           | 2:3 | 0:2         |     | :                  | 1:1 | 1:1 |
| F.C.V. Dender E.H.     | 2:1 | 1:0         | 1:0 |                    | 0:0 | 2:1 |
| Standard Lüttich U23   | 1:0 | 1:2         | 0:0 | 1:1                |     | 1:1 |
| Royal Excelsior Virton | 0:1 | 1:2         | 3:1 | :                  | 1:0 |     |

## Entscheidung des Sportgerichtes
Das Spiel KRC Genk U 23 – Standard Lüttich U23 war witterungsbedingt vom 20. Januar 2023 auf den 19. Februar 2023 verlegt wurden. Bei der Austragung setzte Genk die Spieler Nicolás Castro und Aziz Ouattara ein, die am ursprünglichen Termin nicht in der 2. Mannschaft spielberechtigt gewesen wären, weil sie am Wochenende davor (22. Spieltag) mehr als 45 Minuten in der 1. Mannschaft gegen den KVC Westerlo gespielt hatten. Umgekehrt hatte Standard die Spieler Aleksander Buksa und Brahim Traore eingesetzt, die am ursprünglichen Termin noch gar nicht zu Standard gewechselt waren. Deshalb erhob zunächst der KRC Genk gegen die Spielwertung Einspruch, dem sich Royal Excelsior Virton als betroffener Dritter anschloss. Die Disziplinarkommission des Königlich Belgischen Fußballverbandes entschied Anfang April 2023, dass beiden Vereinen der durch das Unentschieden errungene Punkt aberkannt wird, verzichtete aber auf eine Wertung als zwangsweise Niederlage. Dieses Urteil wurde am 3. Mai 2023 vom belgischen Schiedsgericht für den Sport bestätigt.

## Auswirkung der COVID-19-Pandemie
Falls bei einer Mannschaft mehr als sieben Stammspieler durch eine Erkrankung an COVID-19 oder Quarantäne nicht spielen können, wird auf entsprechenden Antrag der Mannschaft ihr Spiel verlegt. Dabei werden als Stammspieler die Spieler gesehen, die in den bisherigen Spielen der Saison 30 % der möglichen Spielminuten tatsächlich gespielt haben. Das Gleiche gilt, wenn zwei Torhüter aufgrund Erkrankung oder Quarantäne nicht spielen können, sofern einer dieser Torhüter die meisten Spielminuten der Torhüter des betreffenden Vereins in dieser Saison hat oder im letzten Spiel im Tor stand. Falls einzelne Spiele durch Anordnungen der örtlichen Behörden wegen der COVID-19-Pandemie untersagt werden, obliegt es dem Heimverein, einen anderen Austragungsort am geplanten Spieltag zu finden. Anderenfalls wird das Spiel 0:3 gegen ihn gewertet.